# Hecalus paykulli
Hecalus paykulli är en insektsart som beskrevs av Carl Stål 1854. Hecalus paykulli ingår i släktet Hecalus och familjen dvärgstritar. Inga underarter finns listade i Catalogue of Life.